# Castelul Konopiště
Konopiště (pronunție în cehă [ˈkonopɪʃcɛ]; în germană Konopischt) este un castel cu patru aripi dispuse pe trei etaje, situat în Republica Cehă, la aproximativ 50 km sud-est de Praga, în apropierea orașului Benešov. El a devenit celebru ca ultimă reședință a arhiducelui Franz Ferdinand al Austriei, moștenitorul tronului Austro-Ungariei, a cărui asasinare petrecută la Sarajevo a reprezentat pretextul declanșării Primul Război Mondial. Glonțul care l-a omorât, tras de Gavrilo Princip, este acum un exponat în muzeul castelului.

## Istoric

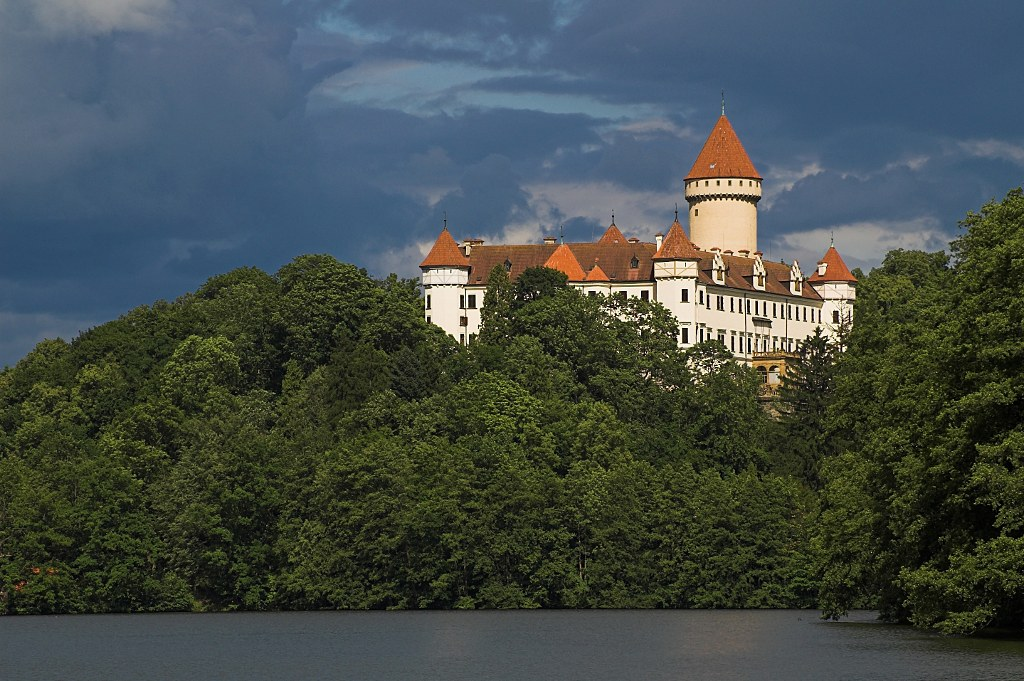
Castelul văzut de pe lac.

Castelul a fost construit se pare în jurul anului 1280 de către episcopul Tobiaš al Pragăi ca o fortificație gotică în stilul unui castel francez cu un plan dreptunghiular și turnuri rotunde care ies în afară la colțuri, ceea ce face posibilă o apărare mai eficientă. Cronicile atestă faptul că familia Benešévic din orașul apropiat Benešov a fost proprietara castelului în 1318 și că, în 1327, castelul a trecut în stăpânirea familiei Šternberk. În 1468 el a fost cucerit de trupele lui George de Poděbrady după un asediu care a durat aproape doi ani. Proprietatea a fost cumpărată în 1603 de Dorota Hodějovská de Hodějov, care a dispus realizarea unor modificări arhitectonice în stil renascentist ce au alterat vechea fortificație gotică. Familia Hodějovský și-a fortificat proprietatea din cauza participării active la rebeliunea antihabsburgică din 1620. Castelul a fost achiziționat apoi de Albrecht von Waldstein și ulterior de Adam Michna de Vacínov. Michna a devenit notoriu prin reprimarea iobagilor, care s-au răsculat împotriva lui și au ocupat castelul Konopiště în 1627. Suedezii au ocupat și au jefuit Konopiště în 1648, iar familia Vrtba a cumpărat apoi clădirea dărăpănată.
Ulterior anului 1725 castelul a fost refăcut în stil baroc. Podul mobil a fost înlocuit cu un pod de piatră și în apropierea turnului de est a fost construită în zid o nouă intrare. Poarta care l-a înfrumusețat a fost proiectată de František Maxmilián Kaňka și conținea statui ce proveneau din atelierul lui Matthias Bernard Braun. În 1746 nivelurile superioare existente la patru dintre turnuri au fost distruse, iar un turn a fost complet demolat. În timpul refacerii interioare au fost pictate fresce alegorice și mitologice pe plafoanele din sala mare și au fost realizate șeminee din marmură cu decorațiuni sculptate de Lazar Wildmann. Arhiducele Franz Ferdinand al Austriei a cumpărat Konopiště în 1887, cu moștenirea sa de la ultimul duce de Modena, și l-a transformat între 1889 și 1894 cu ajutorul arhitectului Josef Mocker într-o reședință luxoasă, potrivite pentru viitorul împărat, pe care a preferat-o reședinței sale oficiale de la Viena. Vastul parc în stil englezesc de 225 ha, cu terase, o grădină de trandafiri și statui, a fost amenajat în aceeași perioadă.
El l-a invitat pe împăratul german Wilhelm al II-lea să-i vadă grădina de trandafiri la începutul lui iunie 1914; se presupune că cei doi ar fi discutat politică, eventual despre România, iar unele teorii ale conspirației susțin că atunci s-ar fi planificat un atac asupra Serbiei. După asasinarea arhiducelui în aceeași lună, amintirea acestei vizite l-ar fi determinat pe împărat să ceară Austriei să fie mai reținută în negocierile cu Serbia decât a fost în Criza bosniacă din 1909. Începând din 1921 castelul a fost proprietatea Cehoslovaciei și apoi a Cehiei, una dintre cele 90 astfel de proprietăți. Se spune că Ministerul Culturii cheltuiește mai mult de 800.000 de dolari anual pentru a întreține castelul și recuperează o sumă aproximativă la fel de mare din vânzarea biletelor de intrare și din închirierea pentru evenimente ocazionale.
În prezent, Prințesa Sophie von Hohenberg, o descendentă a lui Franz Ferdinand, solicită restituirea castelului către familia ei, care nu a fost recunoscută niciodată ca parte a Casei de Habsburg, pe motiv că dispozițiile articolului 208 din Tratatul de la Saint Germain și articolul 3 din Legea cehoslovacă nr. 354 din 1921 nu se aplică acesteia. Ea a deschis un proces în decembrie 2000 la Benešov, orașul cel mai apropiat, pentru restituirea castelului și a dependințelor sale formate din 6.070 de hectare (15.000 acri) de pădure, inclusiv o fabrică de bere.

## Atracții turistice
Konopiště a fost deschis publicului începând din 1971. Turiștii pot vizita camerele lui Franz Ferdinand, care a fost, de asemenea, un vânător pasionat, o colecție mare de coarne de cerb, „colecția Obizzi-Este” (a treia cea mai mare colecție europeană de armuri și arme medievale de la Castello del Catajo, Padova, Italia), o sală de tragere cu ținte în mișcare și o grădină cu statui în stil renascentist italian și o seră.
Castelul poate fi vizitat din aprilie până în octombrie. El este accesibil cu trenul de la Praga la Benešov (o călătorie de aproximativ o oră) și apoi printr-un drum de aproximativ 2,5 km de la gară pe jos sau cu unul din autobuzele nu prea frecvente.
O parte a filmului Iluzionistul (2006), mai exact secvențele în care apare castelul prințului din film, a fost filmată la Konopiště.

## Persoane ce s-au născut sau au locuit în castel
- Josef (Franz Jaroslav) Schaller (în cehă Josef František Jaroslav Schaller, 1738, Konopiště - 1809, Praga), geograf și istoric ceh.
- Sofia, Ducesă de Hohenberg, a locuit acolo
- Arhiducele Franz Ferdinand al Austriei, a locuit acolo
- Maximilian, Duce de Hohenberg, a locuit acolo
- Prințul Ernst von Hohenberg, s-a născut acolo
- Prințesa Sophie von Hohenberg, s-a născut acolo